# سرطان مجهول المنشأ
السرطان مجهول المنشأ (بالإنجليزية: Cancer of unknown primary origin) هو السرطان الذي يكون قد انتشر وأعطى نقائل عند تشخيصه، ولكن دون القدرة على تحديد الورم الأصلي الذي أعطى النقائل. يتطلب تشخيص الأورام الخبيثة مجهولة المصدر وضعًا سريريًا يتفق مع سرطان في مرحلة النقائل مع نتائج خزعة واحدة أو أكثر تؤكد الخباثة.
تُشكل الأورام الخبيثة مجهولة المصدر نحو 3 – 5% من كل حالات الأورام الخبيثة الغازية، وتعتبر سيئة الإنذار في أغلب الحالات (80 – 85%)، أما بقية المرضى فيتمتعون بمعدل بقيا جيد نسبيًا إذا تلقوا العلاج المناسب.

## العلامات والأعراض
تظهر معظم أنواع السرطان على شكل ورم بدئي واحد. لكن ومع تطور الحالة يعطي هذا الورم نقائل ورمية صغيرة إلى أماكن أخرى في الجسم خصوصًا إذا ترك دون علاج. أحيانًا يُعثر على النقائل الورمية قبل الورم الأساسي، في معظم هذه الحالات يمكن تحديد موقع الورم الأساسي عن طريق إجراء عدد من الاستقصاءات الشعاعية والمخبرية. ولكن في بعض الحالات النادرة (3 – 5%) لا يمكن العثور على الورم الأساسي لأنه صغير جدًا أو لأنه تراجع بسبب فعالية الجهاز المناعي أو بسبب عوامل أخرى، وفي هذه الحالات نكون أمام السرطان مجهول المنشأ.
يُشتبه بالسرطان مجهول المنشأ عادة عند ظهور كتل أو أورام في مكان ما من الجسم، وفي هذه الحالة لا بد من إجراء فحص سريري شامل مع استقصاءات مخبرية وشعاعية في محاولة تحديد مصدر هذه النقائل الورمية، يجب أن يشمل الفحص السريري الثدي والعقد اللمفاوية والجلد والأعضاء التناسلية الخارجية بالإضافة للفحص الداخلي للمستقيم وأعضاء الحوض. قد يكون موقع النقائل دليلًا على المصدر الأساسي للورم، حتى لو لم نستطع العثور عليه من خلال الاستقصاءات المختلفة. فمثلًا من الشائع أن يكون مكان الورم لأساسي في الثدي إذا عُثر على النقائل الورمية في العقد اللمفاوية في الإبط، والرجال الذين يُعثر على نقائل ورمية عندهم في منطقة المنصف الخلفي للصدر أو خلف البريتوان فمن المحتمل جدًا أن الورم الأساسي لديهم هو سرطان خلايا منتشة في الخصية.

## التشخيص
تحسنت تقنيات التشخيص المختلفة لا سيما التشخيص المجهري بشكلٍ كبير في السنوات الأخيرة، ومع ذلك لا يمكن تحديد المنشأ النسيجي للسرطان مجهول المنشأ إلا في 25% من الحالات فقط.
تشمل المتابعة الأولية لمرضى السرطان مجهول المنشأ إجراء تصوير طبقي محوري للصدر والبطن والحوض مع حقن المادة الظليلة. في بعض الحالات إذا عثر على عقد لمفاوية متضخمة في منطقة الإبط عند النساء فمن المناسب إجراء صورة ثدي بالأشعة السينية (ماموغراف) وإيكو لتقييم الثدي، وإذا كانت هذه الصور طبيعية يجب إجراء رنين مغناطيسي للثدي. من جهة أخرى يُنصح بإجراء تصوير مقطعي بوزيتروني في حال وجود ضخامة في العقد اللمفاوية الرقبية بحثًا عن السرطان شائك الخلايا، أما فائدة التصوير المقطعي البوزيتروني في تشخيص الأنواع الأخرى من السرطان مجهول المنشأ فهي غير مؤكدة. قد يشير نمط انتشار الورم إلى موقعه الأصلي، فمثلًا من المرجح أن يكون أصل النقائل الورمية الموجودة في الجزء العلوي من الجسم في مواقع فوق الحجاب الحاجز مثل الرئة والثدي، أما إذا ظهرت النقائل الورمية في الجزء السفلي من الجسم فمن المرجح أن يكون السرطان الأصلي في مواقع أسفل الحجاب الحاجز مثل البنكرياس والكبد وغيرها. إذا ظهرت الخلايا الخبيثة قليلة التمايز عند فحصها تحت المجهر، فقد نكون أمام سرطان لمفاوي (لمفوما) أو ورم خلايا منتشة في المبيض أو الخصية.
بالنسبة لمرضى السرطان مجهول السبب الذين حُدد الورم الأصلي لديهم، كانت الرئة والبنكرياس أكثر مواقع السرطان الأصلي شيوعًا، ومن الأماكن الأخرى الشائعة الثدي والبروستات والقولون والمستقيم.

## روابط خارجية
- med/1463 في موقع إي ميديسين